# Gabriela Mistral
Gabriela Mistral, pravo ime Lucila de María del Perpetuo Socorro Godoy Alcayaga, čilenska pesnica in diplomatka, * 7. april 1889, Vicuña (Čile), † 10. januar 1957, New York (ZDA).
Lucila Godoy Alcayaga je v rodni Vicuñi obiskovala osnovno in srednjo šolo. Pri treh letih je oče, Juan Gerónimo Godoy Villanueva, zapustil družino. Pri 14 letih pričela delati kot profesorjeva asistentka, da je lahko preživljala sebe in mater Petronilo Alcayago. Leta 1904 je pod različnimi psevdonimi v lokalnem časopisu El Coquimbo de La Serena  objavila svoje zgodnje pesmi Ensoñaciones (Sanjarjenja), Carta Íntima (Intimno pismo) in Junto al Mar (Skupaj na morje). 
Leta 1906 je spoznala železniškega delavca Romea Ureto, ki je leta 1909 naredil samomor. Že pred tem je bilo v njenih delih moč zaznati globoke učinke smrti, po tem samomoru pa se je lotila dojemanja življenja in smrti širše od prejšnjih generacij latinskoameriških pesnikov. 12. decembra 1914 je z delom Sonetos de la Muerte (Soneti smrti) osvojila prvo nagrado na čilskem državnem tekmovanju Juegos Florales (Cvetoče igre). Od takrat dalje je pričela uporabljati psevdonim Gabriela Mistral, ki ga je sestavila iz imen najljubših pesnikov: Gabriele D'Annunzio in Frédéric Mistral.
Leta 1922 je bila povabljena v Mehiko, da bi pomagala pri reorganizaciji tamkajšnjih knjižnic in šol ter vzpostavitvi državnrga izobraževalnega sistema. Tega leta je izdala zbirko Desolación (Razdejanje), ki ji je prinesla mednarodno uveljavitev. Naslednje leto je izdala Lecturas para Mujeres (Predavanja za ženske), besedilo v prozi in verzih, kjer slavi materinstvo, izobraževanje otrok in nacionalizem. Ob vrnitvi domovino je postala profesorica španščine na čilenski državni univerzi. Vabljena je bila na predavanja v ZDA in Evropi. Med potovanjem v Evropo je leta 1924 v Madridu izdala pesniško zbirko Ternura (Nežnost), zbirko uspavank namenjeno v prvi vrsti otrokom, vendar pogosto osredotočenih na žensko telo. 
Naslednjega leta se je vrnila v Latinsko Ameriko in potovala po Braziliji, Urugvaju in Argentini. Ob vrnitvi v Čile se je upokojila in prenehala poučevati. Med letoma 1925 in 1934 je živela predvsem v Franciji in Italiji. V tem času je delala v Ligi za intelektualno sodelovanje v okviru Društva narodov. 
Kot mnogi latinskoameriški umetniki in intelektualci je tudi Gabriela od leta 1932 pa vse do smrti služila kot čilenska konzulka v Neaplju, Madridu, Petrópolisu, Nici, Lizboni, Los Angelesu, Santa Barbari, Veracruzu, Mexicu, Rapallu in New Yorku. V tem času je v revijah in časopisih različnih špansko govorečih držav objavila več sto člankov. Med službovanjem v Madridu je nekajkrat poklicno  prišla v stik s Pablom Nerudo, vendar se z njim ni nikoli spoprijateljila. 
Leta 1938 je v Buenos Airesu ob pomoči dolgoletne prijateljice Victorie Ocampo izdala pesniško zbirko Tala (Podiranje drevesa) in njen izkupiček namenila sirotam španske državljanske vojne. Prvi del je posvečen njeni leta 1929 umrli materi, sicer pa večina pesmi slavi običaje in folkloro Latinske Amerike in tudi sredozemske Evrope kot odraz njenih baskovskih in indijanskih korenin. 
14. avgusta 1943 je njen 17-letni nečak Juan Miguel naredil samomor. Bridkost ob tej smrti in reakcija na pojav hladne vojne sta glavni temi zbirke Lagar (Pritisk), ki je izšla leta 1954 kot zadnja v času njenega življenja. 
15. novembra 1945 je bila kot prva ženska iz Latinske Amerike izbrana za  Nobelovo nagrado za književnost. 10. decembra ji jo je osebno podelil švedski kralj Gustav V. Leta 1947 ji je Mills College iz Oaklanda podelil častni doktorat, leta 1951 pa je končno prejela še čilensko Državno nagrado za književnost.
Zaradi pešajočega zdravja je postopoma pričela opuščati potovanja. Ustalila se je v newyorškem predelu Hempstead, kjer je 10. januarja 1957 umrla za rakom. Devet dni kasneje so njene posmrtne ostanke prepeljali v Čile, kjer so razglasili tridnevno žalovanje in se ji je poklonilo na stotisoče ljudi. 
Leta 1967 je prijateljica Doris Dana posmrtno uredila in objavila še zbirko Poema de Chile (Čilenska pesem). Pesmi opisujejo pesničino posmrtno vrnitev v Čile v spremstvu indijanskega dečka iz puščave Atacama in andskega jelena huemula.

## Dela
- 1914: Sonetos de la Muerte (Soneti smrti)
- 1922: Desolación (Razdejanje)
- 1923: Lecturas para Mujeres (Predavanja za ženske)
- 1924: Ternura (Nežnost)
- 1934: Nubes Blancas y Breve Descripción de Chile (Beli oblaki in kratek opis Čila)
- 1938: Tala (Podiranje drevesa)
- 1941: Antología (Antologija)
- 1954: Lagar (Pritisk)
- 1957: Recados Contando a Chile (Opravki povezani s Čilem)
- 1967: Poema de Chile (Čilenska pesem): izdana posmrtno